# Исповест маске
Исповест маске (јап. 仮面の告白, Камен но кокухаку) роман је јапанског књижевника Јукија Мишиме, објављен 1946. Кочан, главни јунак и приповедач овог романа, помоћу дубоке и комплексне анализе сопственог унутрашњег живота током одрастања, објашњава свој покушај да прикрије сопствене хомосексуалне страсти, које скрива иза маске нормалности. Једна од познатијих епизода из књиге је ејакулација главног јунака над сликом Светог Себастијана. Иако је у питању тек други Мишимин роман, у њему су присутне препознатљиве теме његовог опуса: ерос као тежња ка деструкцији и смрти, лепота као облик зазорног, усамљеност итд. Прича романа је великим делом аутобиографска. У својим Записима уз Исповест маске Мишима је написао: Ова књига је тестамент који желим да оставим иза себе у пределу смрти у коме сам живео до сада.
Исповести маске су преко ноћи од двадестпетогодишњег Мишиме створиле књижевну сензацију. Књига је у години издања продана у 20 000 примерака и о њој се дискутовало у свим јапанским новинама и књижевним часописима. Многи критичари су били шокирани или су се гнушали Мишимине отворености. Упркос томе, већина значајних јапанских књижевних критичара схватила је, понекад и против своје воље, да се радило о изврсно написаној и значајној књизи. Данас има статус модерног класика јапанске и светске књижевности. Роман је преведен на српски.

## Издања на српском
- Јукио Мишима, „Исповест маске“ (превод са енглеског: Зорица Савић-Нанадовић и Бранислава Јурашин), Езотерија; Београд, 1996.  112060679
- Јукио Мишима, „Исповест маске“ (превод са енглеског: Зорица Савић-Нанадовић и Бранислава Јурашин), Танеси, Београд, 2010.  177928716
- Јукио Мишима, „Исповест маске“ (превод са енглеског: Зорица Савић-Нанадовић и Бранислава Јурашин), Танеси, Београд, 2015.  216956172
- Јукио Мишима, „Исповест маске“ (превод са енглеског: Зорица Савић-Нанадовић и Бранислава Јурашин), Лагуна, Београд, 2022.  83559945